# Das Auge des Adlers (1997)
Das Auge des Adlers ist ein dänischer Kinderfilm aus dem Jahr 1997.

## Handlung
Die Handlung spielt im Mittelalter. Der zwölfjährige Valdemar wird von seinem Vater, dem dänischen König, in ein Kloster zum Bischof Eskil gebracht. Der König zieht in den Krieg, und beim Bischof meint der König, wäre Valdemar sicher. Doch der Bischof plant eine Revolte gegen den König. Dazu heuert er den Einäugigen Mann an. Der Einäugige hat einen dressierten Adler. Mit Hilfe des Adlers kann er Jagd auf seine Opfer machen.
Valdemar kommt hinter die Pläne des Bischofs und flieht aus dem Kloster. Dabei wird er von Aske, einem Küchenjungen, begleitet. Es gelingt ihnen vor dem Einäugigen zu fliehen. In der Zwischenzeit kann der Bischof den Lehnsherren gegen den König aufwiegeln. Als nun der König wieder auf dem Kloster erscheint, schnappt die Falle zu, und der König wird gefangen genommen. Doch Valdemar und Aske können einige Ritter des Königs noch rechtzeitig warnen, und so können diese zurückschlagen, und den König befreien.

## Kritiken
Dem Lexikon des internationalen Films zufolge sei der Film „[e]indrucksvoll fotografiert und vor allem von den kleinen Darstellern überzeugend gespielt“. Der „technisch perfekte Film“ biete „beste Familienunterhaltung“. „Die spektakulär inszenierte Geschichte verspricht Abenteuer mit viel Action; doch neben dramatischen Kämpfen überzeugt der Film auch durch pittoreske Landschaftsaufnahmen“, befand die Nürnberger Zeitung. Die Nürnberger Nachrichten bezeichnete den Film als „[f]amilientaugliche Unterhaltung der besseren Art“, die „für jung und alt gleichermaßen spannen[d]“ sei.

## Auszeichnungen
Der Film gewann 1997 den Cinekid-Filmpreis International. 1998 wurde er mit dem Bonton-Company-Preis beim tschechischen Zlín Film Festival sowie fünf Robert-Preisen ausgezeichnet:
- Beste Kostüme (Manon Rasmussen)
- Bester Schnitt (Morten Giese)
- Bestes Make-up (Elisabeth Bukkehave)
- Bestes Drehbuch (Nikolaj Scherfig)
- Bester Ton (Morten Degnbol)